# Persipura Jayapura
Persipura Jayapura é um clube de futebol da cidade de Jayapura, na Indonésia. O clube foi fundado em 1963 e atualmente disputa a primeira divisão da liga nacional.

## Títulos
- Super Liga: 5 (2005, 2008-09, 2010-11, 2013, 2016)[4]
- ISC A: 1 (2016)[5]
- Perserikatan: 2 (1979 e 1993)
- Indonesian Community Shield: 2 (1976 e 2009)